# Coccinella undecimpunctata
Coccinella undecimpunctata (cunoscută și ca buburuza cu unsprezece puncte) este o specie de buburuză din familia Coccinellidae endemică Lumii Vechi. Coccinella undecimpunctata a fost introdusă în Australia  și în Noua Zeelandă  ca agent biologic de control.